# Revaz Barabadze
Revaz Barabadze (georgiska: რევაზ ბარაბაძე), född 4 oktober 1988 i Tbilisi, är en georgisk fotbollsspelare (anfallare) som spelar för den cypriotiska klubben Ethnikos Achna. 

## Karriär

### Klubblag
Barabadze inledde sin karriär i den anrika tbilisiklubben FK Dinamo Tbilisis tredjelag år 2003. 2004 flyttade han till den lokala konkurrenten FK Tbilisi. Efter två säsonger i klubben köptes han 2006 av den ukrainska klubben FK Dnipro Dnipropetrovsk där han spenderade en säsong och spelade tre matcher utan att göra något mål. 2007 gjorde han en kort sejour i den tyska klubben FC Carl Zeiss Jena som då spelade i 2. Fußball-Bundesliga.
2008 flyttade gick han till Machatjkala i Dagestan för att spela för FK Anzji Machatjkala. Under sina två år i klubben spelade han tio matcher och gjorde ett mål. 2010 flyttade han hem till sitt hemland och började spela för Olimpi Rustavi från Tbilisis grannstad Rustavi. I sin första säsong i klubben vann han Umaghlesi Liga 2009/2010 och året därpå slutade man på tredje plats i Umaghlesi Liga 2010/2011 samt tog sig till kvartsfinal i den georgiska cupen. Under säsongen 2011/2012 spelade han för Goriklubben Dila Gori, men hans kontrakt upplöstes i augusti 2012.

### Internationell
Barabadze har även spelat för Georgiens herrlandslag i fotboll. Han debuterade i en vänskapsmatch borta mot Portugal den 31 maj 2008 då han i den 68:e matchminuten byttes in för Levan Qenia.
Dessförinnan spelade han även sju matcher för Georgiens U21-herrlandslag i fotboll och gjorde fyra mål mellan år 2007 och 2010.